# 林智賢
林智賢（1969年3月8日—）， 現為活動行銷有限公司總監。2009年和趙正平，梁赫群组成景行厅男孩團体，並在2009年8月4日推出迷你專辑《千人迷》。

## 作品

### 綜藝主持
- 三立： 王牌大贱谍
- 東森： 今晚咖很大
- 天良綜合台： 樂活天地
- 天良綜合台： 逗陣來作伴 feat.妞妞（許寀菁）
- 華藝台灣台：台灣歌謠（寶島好歌聲）

### 電視劇
| 年份   | 劇名                   | 飾演         | 備註       | 屬性 |
| ------ | ---------------------- | ------------ | ---------- | ---- |
| 2008年 | 無敵珊寶妹             | 绑匪         | 偶像劇     | 客串 |
| 2009年 | 终極三國               | 李儒         | 校園偶像劇 | 配角 |
| 2009年 | 比賽開始               | 警察         | 偶像劇     | 客串 |
| 2010年 | 犀利人妻               | 警察         | 偶像劇     | 客串 |
| 2011年 | 旋風管家               | 女僕餐廳老闆 | 偶像劇     | 客串 |
| 2011年 | 華麗的挑戰             | 南瓜經紀人   | 偶像劇     | 客串 |
| 2013年 | 幸福蒲公英             | 徐主任       | 偶像劇     | 客串 |
| 2023年 | 戲說台灣雙姓公媽鬧姻緣 | 錢道士       | 單元劇     | 配角 |
| 2023年 | 戲說台灣逆轉輪迴       | 船夫         | 單元劇     | 配角 |
| 2024年 | 戲說台灣葫蘆墩聖帝祖   | 江水清       | 單元劇     | 配角 |
| 2024年 | 戲說台灣美女的願望     | 阿財師       | 單元劇     | 配角 |

### 音樂錄影帶
- 2009年：《千人迷》 景行厅男孩演唱